# Biblioteca Social Reconstruir
La Biblioteca Social Reconstruir es una biblioteca de tipo popular con un acervo orientado a publicaciones anarquistas, fundada en 1978 por Ricardo Mestre Ventura.

## Biblioteca
Considerada como una de las mayores bibliotecas con temas anarquistas en América Latina, fue fundada por el catalán, que llegó exiliado a México, Ricardo Mestre Ventura con sus propios libros.
Incluye, en su fondo de más de 3000 libros, autores como Ricardo Flores Magón, Diego Abad de Santillán, Pierre-Joseph Proudhon, Bakunin, Kropotkin, Sebastián Faure o Errico Malatesta.
De 1997, Héctor Daniel Hernández Becerril (Tobi Libertario) fue su director hasta 2021.